# Sidi Ziane
Sidi Ziane (în arabă سيدي زيان) este o comună din provincia Médéa, Algeria.
Populația comunei este de 2.671 de locuitori (2008).